# Landtagswahlkreis Pinneberg
Der Landtagswahlkreis Pinneberg (Wahlkreis 24; 2012: 25; bis 2009: 28) ist ein Landtagswahlkreis in Schleswig-Holstein. Sein Gebiet umfasst vom Kreis Pinneberg die Städte Pinneberg und Schenefeld und die Gemeinde Halstenbek.

## Landtagswahl 2022
| Gegenstand der Nachweisung | Gegenstand der Nachweisung | Erst- stimmen | Erst- stimmen | Zweit- stimmen | Zweit- stimmen |
| Bewerber                   | Partei                     | Anzahl        | %             | Anzahl         | %              |
| -------------------------- | -------------------------- | ------------- | ------------- | -------------- | -------------- |
| Wahlberechtigte            | Wahlberechtigte            | 59.241        | 59.241        | 59.241         | 59.241         |
| Wähler                     | Wähler                     | 34.076        | 34.076        | 34.076         | 34.076         |
| Ungültige Stimmen          | Ungültige Stimmen          | 368           | 1,1           | 201            | 0,6            |
| Gültige Stimmen            | Gültige Stimmen            | 33.708        | 98,9          | 33.875         | 99,4           |
| davon                      |                            |               |               |                |                |
| Karin Prien                | CDU                        | 12.844        | 38,1          | 13.845         | 40,9           |
| Kai-Oliver Vogel           | SPD                        | 8.675         | 25,7          | 6.307          | 18,6           |
| Ann-Kathrin Tranziska      | GRÜNE                      | 7.775         | 23,1          | 7.283          | 21,5           |
| Monika Hagen               | FDP                        | 1.822         | 5,4           | 2.025          | 6,0            |
| Axel Schroer               | AfD                        | 1.721         | 5,1           | 1.569          | 4,6            |
| Klaus-Dieter Brügmann      | DIE LINKE                  | 670           | 2,0           | 570            | 1,7            |
| –                          | SSW                        | –             | –             | 1.006          | 3,0            |
| –                          | PIRATEN                    | –             | –             | 95             | 0,3            |
| –                          | FREIE WÄHLER               | –             | –             | 184            | 0,5            |
| –                          | Die PARTEI                 | –             | –             | 203            | 0,6            |
| –                          | Z.                         | –             | –             | 39             | 0,1            |
| –                          | dieBasis                   | –             | –             | 258            | 0,8            |
| –                          | Die Humanisten             | –             | –             | 37             | 0,1            |
| –                          | Gesundheitsforschung       | –             | –             | 27             | 0,1            |
| –                          | Tierschutzpartei           | –             | –             | 266            | 0,8            |
| Lars Markworth             | Volt                       | 201           | 0,6           | 161            | 0,5            |

Der Wahlkreis wurde bis zu ihrer Mandatsniederlegung im Mai 2025 von der direkt gewählten Wahlkreisabgeordneten Bildungsministerin Karin Prien (CDU), die das Mandat nach zehn Jahren von der SPD zurückerobern konnte und erstmals in den Landtag einzog, vertreten. Der bisherige Wahlkreisabgeordnete Kai-Oliver Vogel, der das Mandat ab 2012 innehatte, schied aus dem Landtag aus, da aufgrund der Verluste der SPD auch sein Listenplatz 15 nicht ausreichte.

## Landtagswahl 2017
| Direktkandidat        | Partei  | Erststimmen in % | Zweitstimmen in % |
| --------------------- | ------- | ---------------- | ----------------- |
| Kerstin Seyfert       | CDU     | 34,3             | 28,8              |
| Kai-Oliver Vogel      | SPD     | 36,9             | 31,1              |
| Ann-Kathrin Tranziska | GRÜNE   | 10,4             | 13,2              |
| Olaf Klampe           | FDP     | 7,1              | 11,8              |
| Thomas Hooge          | PIRATEN | 1,3              | 0,9               |
| -                     | SSW     | -                | 1,8               |
| Marianne Kolter       | LINKE   | 3,4              | 3,6               |
| -                     | FAMILIE | -                | 0,6               |
| -                     | FW-SH   | -                | 0,4               |
| Julian Flak           | AfD     | 6,6              | 6,9               |
| -                     | LKR     | -                | 0,2               |
| -                     | PARTEI  | -                | 0,6               |
| -                     | Z.SH    | -                | 0,3               |

Der Wahlkreis wurde im Landtag durch den direkt gewählten Wahlkreisabgeordneten Kai-Oliver Vogel (SPD) vertreten, der das Mandat seit 2012 innehat.

## Landtagswahl 2012
| Direktkandidat       | Partei  | Erststimmen in % | Zweitstimmen in % |
| -------------------- | ------- | ---------------- | ----------------- |
| Natalina Boenigk     | CDU     | 34,0             | 29,4              |
| Kai-Oliver Vogel     | SPD     | 37,9             | 32,0              |
| Olaf Klampe          | FDP     | 4,6              | 8,6               |
| Ines Strehlau        | GRÜNE   | 12,7             | 14,5              |
| Reinhard Eggers-Frie | LINKE   | 2,5              | 2,4               |
| -                    | SSW     | -                | 2,4               |
| Thomas Hooge         | PIRATEN | 8,3              | 8,3               |
| -                    | FW-SH   | -                | 0,4               |
| -                    | NPD     | -                | 0,9               |
| -                    | FAMILIE | -                | 1,1               |
| -                    | MUD     | -                | 0,1               |

Der Wahlkreis wurde im Landtag durch den erstmals direkt gewählten Wahlkreisabgeordneten Kai-Oliver Vogel (SPD) vertreten, der das bei der vorherigen Wahl an die CDU verlorene Mandat für seine Partei zurückgewinnen konnte. Die bisherige Grünen-Abgeordnete Ines Strehlau verpasste zunächst den Wiedereinzug in das Parlament. Sie rückte jedoch bereits am 12. Juni 2012 für Monika Heinold nach, die ihr Mandat nach der Ernennung zur Finanzministerin niedergelegt hatte.

## Landtagswahl 2009
| Direktkandidat           | Partei  | Erststimmen in % | Zweitstimmen in % |
| ------------------------ | ------- | ---------------- | ----------------- |
| Christian von Boetticher | CDU     | 37,0             | 30,6              |
| Bernd Schröder           | SPD     | 31,7             | 26,3              |
| Birgit Klampe            | FDP     | 9,3              | 15,2              |
| Ines Strehlau            | GRÜNE   | 11,5             | 14,2              |
| -                        | SSW     | -                | 1,7               |
| Klaus-Dieter Brügmann    | LINKE   | 5,7              | 6,3               |
| Thomas Hooge             | PIRATEN | 2,1              | 2,3               |
| Simon Bork               | NPD     | 1,1              | 1,1               |
| Bruno Egge               | FW-SH   | 0,8              | 0,5               |
| Uwe Schmidt              | RENTNER | 0,8              | 0,8               |
| -                        | FAMILIE | -                | 0,8               |
| -                        | RRP     | -                | 0,1               |
| -                        | IPD     | -                | 0,1               |

Der Wahlkreis wurde im Landtag durch den erstmals direkt gewählten Wahlkreisabgeordneten Christian von Boetticher (CDU) vertreten, der das Mandat erstmals seit 1983 für seine Partei gewinnen konnte. Zudem wurden der bisherige Wahlkreisabgeordnete Bernd Schröder (SPD) und die Kandidatin Ines Strehlau über die Landesliste ihrer jeweiligen Partei gewählt.

## Landtagswahl 2005
Die Landtagswahl 2005 ergab folgendes Ergebnisse:
| Gegenstand der Nachweisung | Gegenstand der Nachweisung | Erst- stimmen | Erst- stimmen | Zweit- stimmen | Zweit- stimmen |
| Bewerber                   | Partei                     | Anzahl        | %             | Anzahl         | %              |
| -------------------------- | -------------------------- | ------------- | ------------- | -------------- | -------------- |
| Wahlberechtigte            | Wahlberechtigte            | 56.266        | 56.266        | 56.266         | 56.266         |
| Wähler                     | Wähler                     | 36.623        | 36.623        | 36.623         | 36.623         |
| Ungültige Stimmen          | Ungültige Stimmen          | 1.024         | 2,8           | 460            | 1,3            |
| Gültige Stimmen            | Gültige Stimmen            | 35.599        | 97,2          | 36.163         | 98,7           |
| davon                      |                            |               |               |                |                |
| Bernd Schröder             | SPD                        | 15.494        | 43,5          | 14.346         | 39,7           |
| ?                          | CDU                        | 13.960        | 39,2          | 13.221         | 36,6           |
| ?                          | FDP                        | 2.622         | 7,4           | 2.702          | 7,5            |
| ?                          | GRÜNE                      | 2.728         | 7,7           | 2.967          | 8,2            |
| –                          | SSW                        | –             | –             | 579            | 1,6            |
| –                          | NPD                        | –             | –             | 723            | 2,0            |
| –                          | FAMILIE                    | –             | –             | 350            | 1,0            |
| ?                          | Übrige                     | 795           | 2,2           | 1.275          | 3,5            |

Der Wahlkreis wurde im Landtag durch den direkt gewählten Abgeordneten Bernd Schröder vertreten, der das Mandat seit 1996 innehatte. Weiteren Kandidaten gelang der Einzug in das Parlament nicht.

## Bisherige Abgeordnete
Direkt gewählte Abgeordnete des Wahlkreises Pinneberg waren:
| Jahr | Direktkandidat           | Partei | Erststimmen in % |
| ---- | ------------------------ | ------ | ---------------- |
| 2022 | Karin Prien              | CDU    | 38,1             |
| 2017 | Kai Vogel                | SPD    | 36,9             |
| 2012 | Kai Vogel                | SPD    | 37,8             |
| 2009 | Christian von Boetticher | CDU    | 37,0             |
| 2005 | Bernd Schröder           | SPD    | 43,5             |
| 2000 | Bernd Schröder           | SPD    | 49,0             |
| 1996 | Bernd Schröder           | SPD    | 41,3             |
| 1992 | Horst Hager              | SPD    | 45,8             |
| 1988 | Horst Hager              | SPD    | 54,2             |
| 1987 | Horst Hager              | SPD    | 44,4             |
| 1983 | Jürgen Westphal          | CDU    |                  |
| 1979 | Jürgen Westphal          | CDU    | 46,9             |
| 1975 | Jürgen Westphal          | CDU    | 49,4             |
| 1971 | Gottfried Wolff          | CDU    | 49,1             |
| 1967 | Gottfried Wolff          | CDU    | 46,5             |